# یان کلارک (بازیکن بسکتبال)
یان کلارک (انگلیسی: Ian Clark؛ زادهٔ ۷ مارس ۱۹۹۱) یک بازیکن بسکتبال اهل ایالات متحده آمریکا است.
از باشگاه‌هایی که در آن بازی کرده‌است می‌توان به یوتا جاز، دنور ناگتس و گلدن استیت واریرز اشاره کرد.